# Гідрид берилію
Гідри́д бери́лію — неорганічна бінарна сполука з ковалентним зв'язком, застосовується у промисловості як ракетне паливо.

## Отримання
Берилій реагує воднем за температури вище 1000 °C, тому отримання гідриду берилію прямою взаємодією простих речовин є недоцільним. Для синтезу застосовують реакцію піролізу ди(трет-бутил)берилію:
{\displaystyle \mathrm {Be(C(CH_{3})_{3})_{2}{\xrightarrow {200^{o}C}}\ BeH_{2}+C(CH_{3})_{3}-C(CH_{3})_{3}\!} }
Гідрид берилію високої чистоти отримують реакцією борогідриду берилію та трифенілфосфіну:
{\displaystyle \mathrm {Be(BH_{4})_{2}+2PPh_{3}\rightarrow BeH_{2}+2Ph_{3}PBH_{3}\!} }
У лабораторній практиці застосовується синтез із використанням літієвих сполук:
{\displaystyle \mathrm {BeCl_{2}+2LiH\rightarrow BeH_{2}+2LiCl\!} }
{\displaystyle \mathrm {Be(CH_{3})_{2}+NaAlH_{4}\rightarrow BeH_{2}+LiAlH_{2}(CH_{3})_{2}\!} }

## Хімічні властивості
Гідрид берилію проявляє сильні відновні властивості. Він легко реагує з водою та спиртами:
{\displaystyle \mathrm {BeH_{2}+H_{2}O\rightarrow Be(OH)_{2}+2H_{2}\!} }
{\displaystyle \mathrm {BeH_{2}+2CH_{3}OH\rightarrow Be(OCH_{3})_{2}+2H_{2}\!} }
Перебуваючи в контакті з повітрям він швидко окиснюється, а в атмосфері чистого кисню може відбутися займання:
{\displaystyle \mathrm {BeH_{2}+O_{2}\rightarrow BeO+2H_{2}O\!} }
Контактуючи з лугами, гідрид берилію утворює берилати лужних металів:
{\displaystyle \mathrm {BeH_{2}+2NaOH\rightarrow Na_{2}BeO_{2}+2H_{2}\!} }

## Застосування
Гідрид берилію широко використовується як тверде ракетне паливо. Теоретично він має найбільший імпульс серед усіх паливних матеріалів окрім твердого водню.